# Ernst Johann Adolph Stuhlmann
Ernst Johann Adolph Stuhlmann, född den 3 augusti 1838 i Hamburg, död där den 19 september 1921, var en tysk pedagog.
Stuhlmann blev lärare vid en yrkesskola i Hamburg 1865, föreståndare för en yrkesskola där 1880 och högste ledare av Hamburgs yrkesskoleväsen 1897. Stuhlmann  utvecklade i överensstämmelse med den dåtida, från Hamburgs lärarkretsar utgående reformrörelsen inom teckningsundervisningen för detta fack en fast metod, den så kallade "Stuhlmannska metoden", som han framlade i Der Zeichenunterricht in der Volks- und Mittelschule (5 delar, 1875) och som tillämpades vid många tyska skolor samt även utövade stort inflytande i Sverige. I vissa avseenden, särskilt genom förordandet av teckning på med rutor och punkter försett papper, har metoden sedan länge ansetts föråldrad, men på sin tid betecknade den ett betydelsefullt metodiskt framsteg.